# Parti action canadienne
 (septembre 2019).
Si vous disposez d'ouvrages ou d'articles de référence ou si vous connaissez des sites web de qualité traitant du thème abordé ici, merci de compléter l'article en donnant les références utiles à sa vérifiabilité et en les liant à la section « Notes et références ».
Pour les articles homonymes, voir PAC et CAP.
Le Parti action canadienne ou PAC (en anglais, Canadian Action Party ou CAP)  est un ancien parti politique fédéral canadien fondé en 1997 et dissous en 2017. Il prône le nationalisme canadien, la réforme monétaire et électorale, et s'oppose à la mondialisation et aux accords de libre-échange. Le PAC prône également l'abrogation de l'ALÉNA.

## Histoire
Le Parti action canadienne fut fondé par Paul Hellyer, un ancien ministre de la Défense dans le cabinet libéral de Lester Pearson. Hellyer brigua, sans succès, la direction du Parti libéral en 1968, et celle du Parti progressiste-conservateur en 1976.
Le parti a présenté des candidats pour la première fois lors de l'élection fédérale canadienne de 1997. Après l'élection de 1997, il absorbe le Parti Canada, un autre parti mineur prônant la réforme monétaire qui avait été formé par d'anciens membres du Parti Crédit social du Canada.
Hellyer démission en tant que chef du PAC en 2003 après que le Nouveau Parti démocratique a refusé d'accepter une proposition de fusion qui obligerait le NPD à changer son nom. En 2004, Connie Fogal, une avocate activiste, fut acclamée chef après que David Orchard a refusé de répondre à une invitation de prendre la direction du parti.

## Chefs du parti
- Paul Hellyer, 1997 à 2004
- Connie Fogal, 2004 à novembre 2008
- Andrew J. Moulden, novembre 2008 - août 2009
- Dave Wilkinson (intérim), août 2009 - octobre 2009
- Melissa Brade (intérim), octobre 2009 - septembre 2010
- Christopher Porter (intérim), septembre 2010 - juillet 2012
- Jason Chase (intérim), depuis juillet 2012

## Résultats électoraux
| Élection | # de candidats | # de votes | % des suffrages | % des suffrages dans les circonscriptions avec candidat |
| -------- | -------------- | ---------- | --------------- | ------------------------------------------------------- |
| 1997     | 58             | 17 502     | 0,13 %          | 0,67 %                                                  |
| 2000     | 70             | 27 101     | 0,21 %          | 0,85 %                                                  |
| 2004     | 45             | 8 930      | 0,06 %          | 0,41 %                                                  |
| 2006     | 36             | 6 102      | 0,04 %          | 0,35 %                                                  |
| 2008     | 20             | 3 455      | 0,02 %          |                                                         |
| 2011     | 12             | 2 030      | 0,01 %          |                                                         |